# EPrix van New York 2017
De ePrix van New York 2017 werd gehouden over twee races op 15 en 16 juli 2017 op het Brooklyn Street Circuit. Dit waren de negende en tiende races van het derde Formule E-seizoen. Het was tevens de eerste keer dat er een ePrix in New York werd gehouden.
Beide races werden gewonnen door DS Virgin Racing-coureur Sam Bird. In de eerste race werd het podium compleet gemaakt door de Techeetah-teamgenoten Jean-Éric Vergne en Stéphane Sarrazin, terwijl in de tweede race de Mahindra Racing Formula E Team-coureurs Felix Rosenqvist en Nick Heidfeld op het podium stonden.

## Race 1

### Kwalificatie
| Pos                 | No | Coureur                | Team                           | Q1       | Q2       | Grid |
| ------------------- | -- | ---------------------- | ------------------------------ | -------- | -------- | ---- |
| 1                   | 37 | Alex Lynn              | DS Virgin Racing               | 1:03.009 | 1:03.296 | 1    |
| 2                   | 66 | Daniel Abt             | ABT Schaeffler Audi Sport      | 1:02.888 | 1:03.534 | 2    |
| 3                   | 25 | Jean-Éric Vergne       | Techeetah                      | 1:03.091 | 1:03.537 | 3    |
| 4                   | 2  | Sam Bird               | DS Virgin Racing               | 1:02.806 | 1:03.557 | 4    |
| 5                   | 7  | Jérôme d'Ambrosio      | Faraday Future Dragon Racing   | 1:02.881 | 1:07.203 | 5    |
| 6                   | 23 | Nick Heidfeld          | Mahindra Racing Formula E Team | 1:03.193 |          | 6    |
| 7                   | 3  | Nelson Piquet jr.      | NextEV NIO                     | 1:03.361 |          | 7    |
| 8                   | 88 | Oliver Turvey          | NextEV NIO                     | 1:03.385 |          | 8    |
| 9                   | 8  | Nicolas Prost          | Renault e.Dams                 | 1:03.433 |          | 9    |
| 10                  | 11 | Lucas di Grassi        | ABT Schaeffler Audi Sport      | 1:03.480 |          | 10   |
| 11                  | 33 | Stéphane Sarrazin      | Techeetah                      | 1:03.508 |          | 11   |
| 12                  | 6  | Loïc Duval             | Faraday Future Dragon Racing   | 1:03.521 |          | 12   |
| 13                  | 47 | Adam Carroll           | Panasonic Jaguar Racing        | 1:03.555 |          | 13   |
| 14                  | 20 | Mitch Evans            | Panasonic Jaguar Racing        | 1:03.637 |          | 14   |
| 15                  | 4  | Tom Dillmann           | Venturi Formula E Team         | 1:03.795 |          | 15   |
| 16                  | 27 | Robin Frijns           | MS Amlin Andretti              | 1:03.830 |          | 16   |
| 17                  | 19 | Felix Rosenqvist       | Mahindra Racing Formula E Team | 1:04.300 |          | 17   |
| 18                  | 28 | António Félix da Costa | MS Amlin Andretti              | 1:04.585 |          | 18   |
| 19                  | 9  | Pierre Gasly           | Renault e.Dams                 | 1:04.936 |          | 19   |
| 110% tijd: 1:09.087 |    |                        |                                |          |          |      |
| 20                  | 5  | Maro Engel             | Venturi Formula E Team         | 1:17.571 |          | 20   |

### Race
| Pos | No | Coureur                | Team                            | Rondes | Tijd/Oorzaak uitval | Grid | Punten |
| --- | -- | ---------------------- | ------------------------------- | ------ | ------------------- | ---- | ------ |
| 1   | 2  | Sam Bird               | DS Virgin Racing Formula E Team | 43     | 52:29.275           | 4    | 25     |
| 2   | 25 | Jean-Éric Vergne       | Techeetah                       | 43     | +1.354              | 3    | 18     |
| 3   | 33 | Stéphane Sarrazin      | Techeetah                       | 43     | +4.392              | 11   | 15     |
| 4   | 11 | Lucas di Grassi        | ABT Schaeffler Audi Sport       | 43     | +6.155              | 10   | 12     |
| 5   | 6  | Loïc Duval             | Faraday Future Dragon Racing    | 43     | +8.428              | 12   | 10     |
| 6   | 88 | Oliver Turvey          | NextEV NIO                      | 43     | +8.952              | 8    | 8      |
| 7   | 9  | Pierre Gasly           | Renault e.Dams                  | 43     | +9.321              | 19   | 6      |
| 8   | 8  | Nicolas Prost          | Renault e.Dams                  | 43     | +10.036             | 9    | 4      |
| 9   | 27 | Robin Frijns           | MS Amlin Andretti               | 43     | +11.019             | 16   | 2      |
| 10  | 47 | Adam Carroll           | Panasonic Jaguar Racing         | 43     | +12.073             | 13   | 1      |
| 11  | 3  | Nelson Piquet jr.      | NextEV NIO                      | 43     | +12.977             | 7    |        |
| 12  | 28 | António Félix da Costa | MS Amlin Andretti               | 43     | +13.341             | 18   |        |
| 13  | 4  | Tom Dillmann           | Venturi Formula E Team          | 43     | +16.337             | 15   |        |
| 14  | 66 | Daniel Abt             | ABT Schaeffler Audi Sport       | 42     | +1 ronde            | 2    |        |
| 15  | 19 | Felix Rosenqvist       | Mahindra Racing Formula E Team  | 42     | +1 ronde            | 17   |        |
| DNF | 23 | Nick Heidfeld          | Mahindra Racing Formula E Team  | 35     | Uitgevallen         | 6    |        |
| DNF | 5  | Maro Engel             | Venturi Formula E Team          | 30     | Uitgevallen         | 20   | 1      |
| DNF | 37 | Alex Lynn              | DS Virgin Racing                | 23     | Uitgevallen         | 1    | 3      |
| DNF | 7  | Jérôme d'Ambrosio      | Faraday Future Dragon Racing    | 22     | Uitgevallen         | 5    |        |
| DNF | 20 | Mitch Evans            | Panasonic Jaguar Racing         | 18     | Uitgevallen         | 14   |        |

## Race 2

### Kwalificatie
| Pos                 | No | Coureur                | Team                           | Q1       | Q2       | Grid |
| ------------------- | -- | ---------------------- | ------------------------------ | -------- | -------- | ---- |
| 1                   | 2  | Sam Bird               | DS Virgin Racing               | 1:02.246 | 1:02.285 | 1    |
| 2                   | 19 | Felix Rosenqvist       | Mahindra Racing Formula E Team | 1:02.164 | 1:02.322 | 2    |
| 3                   | 25 | Jean-Éric Vergne       | Techeetah                      | 1:02.204 | 1:02.544 | 3    |
| 4                   | 9  | Pierre Gasly           | Renault e.Dams                 | 1:02.080 | 1:03.173 | 4    |
| 5                   | 23 | Nick Heidfeld          | Mahindra Racing Formula E Team | 1:02.372 | 1:03.210 | 5    |
| 6                   | 5  | Maro Engel             | Venturi Formula E Team         | 1:02.579 |          | 6    |
| 7                   | 88 | Oliver Turvey          | NextEV NIO                     | 1:02.583 |          | 7    |
| 8                   | 66 | Daniel Abt             | ABT Schaeffler Audi Sport      | 1:02.688 |          | 8    |
| 9                   | 11 | Lucas di Grassi        | ABT Schaeffler Audi Sport      | 1:02.720 |          | 9    |
| 10                  | 4  | Tom Dillmann           | Venturi Formula E Team         | 1:02.807 |          | 10   |
| 11                  | 27 | Robin Frijns           | MS Amlin Andretti              | 1:02.820 |          | 19   |
| 12                  | 33 | Stéphane Sarrazin      | Techeetah                      | 1:02.853 |          | 11   |
| 13                  | 20 | Mitch Evans            | Panasonic Jaguar Racing        | 1:02.868 |          | 12   |
| 14                  | 7  | Jérôme d'Ambrosio      | Faraday Future Dragon Racing   | 1:02.900 |          | 13   |
| 15                  | 8  | Nicolas Prost          | Renault e.Dams                 | 1:03.038 |          | 14   |
| 16                  | 3  | Nelson Piquet jr.      | NextEV NIO                     | 1:03.184 |          | 20   |
| 17                  | 37 | Alex Lynn              | DS Virgin Racing               | 1:03.224 |          | 15   |
| 18                  | 28 | António Félix da Costa | MS Amlin Andretti              | 1:03.330 |          | 16   |
| 19                  | 6  | Loïc Duval             | Faraday Future Dragon Racing   | 1:03.547 |          | 17   |
| 20                  | 47 | Adam Carroll           | Panasonic Jaguar Racing        | 1:03.594 |          | 18   |
| 110% tijd: 1:08.288 |    |                        |                                |          |          |      |

### Race
| Pos | No | Coureur                | Team                            | Rondes | Tijd/Oorzaak uitval | Grid | Punten |
| --- | -- | ---------------------- | ------------------------------- | ------ | ------------------- | ---- | ------ |
| 1   | 2  | Sam Bird               | DS Virgin Racing Formula E Team | 49     | 58:09.388           | 1    | 28     |
| 2   | 19 | Felix Rosenqvist       | Mahindra Racing Formula E Team  | 49     | +11.381             | 2    | 18     |
| 3   | 23 | Nick Heidfeld          | Mahindra Racing Formula E Team  | 49     | +12.319             | 5    | 15     |
| 4   | 9  | Pierre Gasly           | Renault e.Dams                  | 49     | +12.355             | 4    | 12     |
| 5   | 11 | Lucas di Grassi        | ABT Schaeffler Audi Sport       | 49     | +23.451             | 9    | 10     |
| 6   | 8  | Nicolas Prost          | Renault e.Dams                  | 49     | +30.470             | 15   | 8      |
| 7   | 4  | Tom Dillmann           | Venturi Formula E Team          | 49     | +41.862             | 10   | 6      |
| 8   | 25 | Jean-Éric Vergne       | Techeetah                       | 49     | +52.292             | 3    | 4      |
| 9   | 27 | Robin Frijns           | MS Amlin Andretti               | 49     | +1:00.475           | 11   | 2      |
| 10  | 7  | Jérôme d'Ambrosio      | Faraday Future Dragon Racing    | 49     | +1:12.659           | 14   | 1      |
| 11  | 47 | Adam Carroll           | Panasonic Jaguar Racing         | 49     | +1:41.134           | 20   |        |
| 12  | 33 | Stéphane Sarrazin      | Techeetah                       | 48     | +1 ronde            | 12   |        |
| 13  | 6  | Loïc Duval             | Faraday Future Dragon Racing    | 48     | +1 ronde            | 19   |        |
| 14  | 88 | Oliver Turvey          | NextEV NIO                      | 48     | +1 ronde            | 7    |        |
| 15  | 28 | António Félix da Costa | MS Amlin Andretti               | 48     | +1 ronde            | 18   |        |
| 16  | 3  | Nelson Piquet jr.      | NextEV NIO                      | 46     | +3 ronden           | 16   |        |
| DNF | 5  | Maro Engel             | Venturi Formula E Team          | 22     | Uitgevallen         | 6    |        |
| DNF | 37 | Alex Lynn              | DS Virgin Racing                | 19     | Uitgevallen         | 17   |        |
| DNF | 66 | Daniel Abt             | ABT Schaeffler Audi Sport       | 18     | Uitgevallen         | 8    | 1      |
| DNF | 20 | Mitch Evans            | Panasonic Jaguar Racing         | 5      | Uitgevallen         | 13   |        |

## Standen na de race

### Coureurs
| Positie | Rijder           | Team                           | Punten |
| ------- | ---------------- | ------------------------------ | ------ |
| 1       | Sébastien Buemi  | Renault e.Dams                 | 157    |
| 2       | Lucas di Grassi  | ABT Schaeffler Audi Sport      | 147    |
| 3       | Felix Rosenqvist | Mahindra Racing Formula E Team | 104    |
| 4       | Sam Bird         | DS Virgin Racing               | 100    |
| 5       | Nicolas Prost    | Renault e.Dams                 | 84     |

### Constructeurs
| Positie | Team                           | Punten |
| ------- | ------------------------------ | ------ |
| 1       | Renault e.Dams                 | 259    |
| 2       | ABT Schaeffler Audi Sport      | 194    |
| 3       | Mahindra Racing Formula E Team | 182    |
| 4       | DS Virgin Racing               | 153    |
| 5       | Techeetah                      | 94     |